# آن أ. كيسلينج
آن أ. كيسلينج هي عالمة أحياء تناسلية أمريكية وواحدة من رواد أبحاث الخلايا الجذعية التوالدية البشرية في مؤسسة بيدفورد للأبحاث. كانت أستاذة مشاركة في المستشفيات التعليمية في كلية الطب بجامعة هارفارد (مستشفى بريغهام والنساء، مستشفى فولكنر، نيو إنجلاند ديكونيس، ومركز بيث إسرائيل ديكونيس الطبي) من عام 1985، وحتى عام 2012.

## خلفية
ولدت كيسلينج في مدينة بيكر، أوريغون، الولايات المتحدة، باسم آن أندرسون. كان والدها، الكولونيل ويليام تشارلز أندرسون، قائد سرب أوسمة في سلاح الجو الأمريكي خلال الحرب العالمية الثانية. تخرجت من مدرسة كلاماث فولز الثانوية في عام 1960 والتحق بجامعة فيرجينيا حيث حصلت على أول درجتي بكالوريوس في التمريض. في عام 1966 حصلت على درجة البكالوريوس الثانية في الكيمياء من جامعة سنترال واشنطن حيث حصلت أيضًا على درجة الماجستير في الكيمياء العضوية عام 1967. وفي عام 1971 حصلت على درجة الدكتوراه. من جامعة ولاية أوريغون في الكيمياء الحيوية والفيزياء الحيوية. قامت بأبحاث ما بعد الدكتوراه في مركز فريد هاتشينسون لأبحاث السرطان، ومركز ميموريال سلون كيترينج للسرطان، وجامعة كاليفورنيا، سان دييغو. كيسلينج أم لثلاث بنات وابن.

## مسار وظيفي
تشتهر كيسلسنج باكتشافها نشاط النسخ العكسي في الخلايا البشرية الطبيعية. كان هذا التقرير رائدًا في أهمية تسلسل الفيروسات القهقرية التي تحدث بشكل طبيعي في الجينات البشرية، والتي يُعتقد الآن أنها مهمة للدونة الجينية التي ينطوي عليها التطور البشري وعلم الأحياء. قبل هذا الاكتشاف، كان من المفترض أن إنزيم النسخ العكسي كان إنزيمًا موجودًا فقط في الفيروسات القهقرية (مثل فيروس نقص المناعة البشرية). لفهم الدور البيولوجي الطبيعي للنسخة العكسية، بدأ ت كيسلينج في دراسة البيض وانقسام الأجنة مبكرًا.أدت اهتماماتها المزدوجة في علم الفيروسات وعلم الأحياء التناسلي إلى البحث في انتقال السائل المنوي لفيروس نقص المناعة البشرية، وإنشاء أول مختبر للإخصاب البشري في المختبر في أوريغون في أوائل الثمانينيات. عينت كلية الطب بجامعة هارفارد كيسلينج في عام 1985، حيث أجرت بحثًا حتى عام 2011.تجري كيسلينج حاليًا بحثًا في مؤسسة بيدفورد لأبحاث الخلايا الجذعية.
أدت الحاجة إلى إجراء البحوث الطبية الحيوية في المجالات التي لا تمولها الحكومة الفيدرالية إلى دمج مؤسسة بيدفورد لأبحاث الخلايا الجذعية. ساعد البرنامج الخاص المثير للجدل التابع للمؤسسة حول الإنجاب المساعد أكثر من 300 من الأزواج المصابين بعدوى فيروس نقص المناعة البشرية على إنجاب أطفال أصحاء.وبسبب هذا النجاح، نفذ أكثر من 75 مركزًا للخصوبة في جميع أنحاء البلاد برامج مماثلة مما سمح للأزواج بالتماس الرعاية بالقرب من المنزل. تم توسيع التقنيات التي تم تطويرها للبرنامج الخاص للمساعدة على الإنجاب لتشمل أمراضًا أخرى في الجهاز البولي التناسلي الذكري، مثل التهاب البروستاتا والتهابات المثانة. قادت الخبرة في بيولوجيا البويضات البشرية كيسلينج إلى تطوير أول برنامج مانح للبويضات البشرية في البلاد لأبحاث الخلايا الجذعية في عام 2000. ولا يزال التركيز البحثي اليوم.
من بين منشورات كيسلينج أول نظرة شاملة على تأثير المصطلحات العلمية الدقيقة على القوانين التي تحمل عنوان «ما هو الجنين» التي نشرتها مجلة كونيكتيكت لو ريفيو جنبًا إلى جنب مع تعليقات هارولد شابيرو والبروفيسور جون إيه روبرتسون، البروفيسور لارس نوح، والأب كيفين ب. كوين. تتناول مراجعة القانون الجدل الدائر بين جميع الكيانات التي تسمى حاليًا الأجنة فيما يتعلق بتشريعات أبحاث الخلايا الجذعية الجنينية في جميع أنحاء العالم. في عام 2003، كتب كيسلينج «الخلايا الجذعية الجنينية البشرية: مقدمة للعلم والإمكانات العلاجية»، وهو أول كتاب مدرسي عن الموضوع المثير للجدل.
كيسلينج عضو في المجالس الاستشارية لأبحاث الخلايا الجذعية في ولاية كاليفورنيا (المادة XXXV من دستور كاليفورنيا)،وعضو في لجان الإشراف على أبحاث الخلايا الجذعية الجنينية بجامعة هارفارد، ومركز جوسلين للسكري ومستشفى الأطفال.  تم الاستشهاد بـ كيسلينج في مقالات في مجلة بوسطن جلوب، وول ستريت جورنال، ولوس أنجلوس تايمز، ونيويورك تايمز، وإن بي آر من بين آخرين.

## SARS2 (فيروس كورونا)
في مارس من عام 2020، وسعت الدكتورة كيسلينج عملياتها المعملية في مؤسسة بيدفورد للأبحاث لتشمل اختبار SARS2 (COVID-19). في 17 أبريل 2020، أفادت الدكتورة كيسلينج أن إحدى بناتها، العاملة في الخطوط الأمامية في مستشفى محلي، أثبتت إصابتها بفيروس كورونا. أدى إحباط الدكتورة كيسلينج من استمرار الافتقار إلى الاختبارات المتاحة إلى توسيع نطاق جهود اختبار SARS2 للمؤسسة لتقديم الاختبارات العامة.

## الجوائز
- 2007 - حصل برنامج كيسلينج الخاص للمساعدة على الإنجاب على جائزة ورقة التكنولوجيا من الجمعية الأمريكية للطب التناسلي.[22]
- 2009 - حصل كيسلينج على جائزة جاكوب حسكل غاباي للتقنية الحيوية والطب.[23]
- 2010 - جائزة خريجي جامعة واشنطن المركزية المتميزين[24]
- 2011 - أول جامعة فيرجينيا على الإطلاق، كلية التمريض، جائزة إنجاز الخريجين.[25]
- 2014 - الدكتوراه الفخرية وجائزة الإنجاز مدى الحياة من مدرسة جودبور للصحة العامة، مومباي، الهند، قدمت في مؤتمر فيروس نقص المناعة البشرية لعام 2014 في مومباي.[26]
- 2014 - خطاب بدء جامعة ولاية أوريغون [27][28]
- 2014 - الدكتوراه الفخرية في الخلية والبيولوجيا الجزيئية، جامعة ولاية أوريغون